# クロスオーバーイレブン
『クロスオーバーイレブン』（英: Crossover Eleven）は、NHK-FM放送で1978年11月23日から2001年3月29日まで放送されていた深夜番組である。

## 概要
1977年12月25日から複数回のパイロット版の特別番組として放送され、レギュラー化された1978年11月23日は、中波放送の周波数がこれまでの10 kHz単位から9 kHz単位に変更される国際電気通信連合（ITU）の取り決め日であり、そのタイミングで、ラジオ第1・FMの放送番組を大規模改編することになっていたことによる。2001年3月29日まで22年以上にわたり放送される長寿番組となった。
番組開始当初から1987年度までは、実質的な深夜の最終番組として放送された。1988年4月からは、FM放送の放送時間が1時まで延長されたことにより、23時 - 1時の2時間の2部構成となった。
前半（23時50分まで）は従来の構成で音楽とスクリプトの朗読、23時50分から10分間、ラジオ第1と同時放送されたNHKニュースを挟んだ後、午前0時の時報後に始まる後半（0時 - 1時）のパートでは、1993年4月2日までは音楽と各界著名人によるフリートーク（第1週のみレギュラーゲストとしてピーコ、その他は1週間交代）と不定期でリクエスト特集として延長するという構成となり、1993年4月5日以後は好本恵がオープニングのナレーションとエンディングのその週のテーマを紹介したトークとナレーションのみ登場してノンストップで音楽を流す構成に変更され、名実ともに（放送日付上の）深夜の最終番組となった。
なお、特別編成を除いた定時放送において、地上波（テレビ・ラジオ）を通して、NHK史上初の「日またぎ編成」となった。
1991年4月1日からは月曜日から木曜日のみの放送となる。1991年4月5日から1992年4月3日までの金曜日は「クロスオーバーイレブン ロックン・ナイト」として小林克也が担当する。
1997年4月1日以後は0時からの後半パートが廃止され日替わりの音楽番組に移行。前半パートも1998年3月30日以後、23時から15分間のラジオ第1と同時放送のNHKニュース放送のため、23時15分から0時までの45分番組に短縮された。2000年3月27日以降、23時20分から0時までの40分番組に短縮された。
その後も放送が継続されたが、2001年、NHK側の番組リニューアル方針により3月29日をもって終了し、「ミッドナイト・ポップライブラリー」（のちの「ポップスライブラリー」にタイトル変更）」へと、後を譲った。
2005年に『期間限定復活』として1週（5日間）放送された。その後、2009年夏から2020年冬まで夏と新春の特別番組として定着。午後11時放送開始（1時間番組）を基本にしている。毎回新作のスクリプトが制作され、ナレーターはレギュラー番組時代の5代目の担当である津嘉山正種。

## 内容
番組構成は、オープニングのあとに3曲ほど流れた後、スクリプトの朗読と1曲の音楽が交互に流れ、最後にまた3曲ほど音楽を流してエンディングだった。
音楽は洋楽が中心で、インストゥルメンタル、イージーリスニングにとどまらずロック・ポップスなど幅広いジャンルを扱った。
スクリプトは1回完結のオムニバスやシリーズものなどがあり、シリーズものでは『モヤシ君』（スクリプト：高木達）や『遊民爺さん』（スクリプト：小沢章友）などのキャラクターが登場する作品もあった。また、朗読の区切り（音楽が流れる直前）には朗読のスピードを落とし（例：「…と、なっていた」が「…と、なっ・て・い・た…」）、メリハリを付けていた。
週末は主にアーティスト特集を組んでいたことから、平日のようなスクリプトの朗読はなく、短いエンディングのみだった。

## 放送時間遍歴

### パイロット版
| 期間                          | 放送時間（JST）                           |
| ----------------------------- | ----------------------------------------- |
| 1977年12月25日 - 1978年1月7日 | 23:00-23:55（途中12月30日・12月31日休止） |
| 1978年3月20日 - 4月2日        | 23:05-23:55（日曜日のみ23:00開始）        |
| 1978年5月1日 - 5月7日         | 23:05-23:55                               |
| 1978年8月7日 - 8月27日        | 23:15-23:55（8月19日以後は23:05開始）     |

### レギュラー放送
・
| 期間                          | 放送時間（JST） |
| ----------------------------- | --- |
| 1978年11月23日 - 1980年3月    | 月曜日 - 金曜日 23:15 - 23:55 土曜日・日曜日 23:05 - 23:55                                                                                            |
| 1980年4月 - 1983年3月         | 月曜日 - 金曜日 23:15 - 23:55 土曜日 23:05 - 23:55 |
| 1983年4月 - 1985年3月         | 月曜日 - 金曜日 23:00 - 23:55 |
| 1985年4月1日 - 1987年3月      | 月曜日 - 日曜日 23:00 - 23:50 |
| 1987年4月 - 1988年3月         | 月曜日 - 土曜日 23:00 - 23:55 |
| 1988年4月 - 1990年3月         | 月曜日 - 土曜日 23:00 - 23:50（第1部） 火曜日 - 日曜日 0:00 - 1:00（月曜日 - 土曜日 24:00 - 25:00）（第2部）                                          |
| 1990年4月 - 1991年3月         | 月曜日 - 木曜日 23:00 - 23:50（第1部） 火曜日 - 金曜日 0:00 - 1:00（月曜日 - 木曜日 24:00 - 25:00）（第2部）                                          |
| 1991年4月1日 - 1992年4月3日   | 月曜日 - 木曜日 23:10 - 24:00（第1部） 金曜日 23:10 - 24:00（ロックン・ナイト） 火曜日 - 金曜日 0:00 - 1:00（月曜日 - 木曜日 24:00 - 25:00）（第2部） |
| 1992年4月6日 - 1997年3月21日  | 月曜日 - 木曜日 23:10 - 24:00（第1部） 火曜日 - 金曜日 0:00 - 1:00（月曜日 - 木曜日 24:00 - 25:00）（第2部）                                          |
| 1997年3月31日 - 1998年3月26日 | 月曜日 - 木曜日 23:10 - 24:00（第2部廃止） |
| 1998年3月30日 - 2000年3月23日 | 月曜日 - 木曜日 23:15 - 24:00 |
| 2000年3月27日 - 2001年3月29日 | 月曜日 - 木曜日 23:20 - 24:00 |

## 出演者
・

### パイロット版
| 期間                      | ナレーター |
| ------------------------- | ---------- |
| 1977年12月25日 - 12月29日 | 根津甚八   |
| 1978年1月1日 - 1月7日     | 森山周一郎 |
| 1978年3月20日 - 3月26日   | 富山敬     |
| 1978年3月27日 - 4月2日    | 神太郎     |
| 1978年5月1日 - 5月7日     | 寺田農     |
| 1978年8月7日 - 8月13日    | 国広富之   |
| 1978年8月14日 - 8月20日   | 山田康雄   |
| 1978年8月21日 - 8月27日   | 江藤潤     |

### レギュラー放送
| 期間                                           | ナレーター | 備考 |
| ---------------------------------------------- | ---------- | --- |
| 1978年11月23日 - 1979年3月                     | 石橋蓮司   | |
| 1979年4月2日 - 1980年3月                       | 清水綋治   | |
| 1980年4月 - 1981年3月                          | 富山敬     | |
| 1981年4月 - 1982年3月                          | 横内正     | |
| 1982年4月 - 2001年3月29日 2005年以後の復活特番 | 津嘉山正種 | 1988年4月ごろ、津嘉山がクモ膜下出血により手術・入院した時期に長期の休演期間があり、 その間NHKのアナウンサーが日替わりでナレーター代行を担当した。 |

### 第2部
| 期間                | 担当         |
| ------------------- | ------------ |
| 3月31日 - 4月3日    | 出島二郎     |
| 4月7日 - 4月10日    | ピーコ       |
| 4月14日 - 4月17日   | 森雪之丞     |
| 4月21日 - 4月24日   | 友吉鶴心     |
| 4月28日 - 5月1日    | 宮本亜門     |
| 5月12日 - 5月15日   | ピーコ       |
| 5月19日 - 5月22日   | 関秀章       |
| 5月26日 - 5月29日   | 南川三治郎   |
| 6月2日 - 6月5日     | ピーコ       |
| 6月9日 - 6月12日    | 梶祐輔       |
| 6月16日 - 6月19日   | 北中正和     |
| 6月23日 - 6月26日   | 花井幸子     |
| 6月30日 - 7月3日    | ピーコ       |
| 7月7日 - 7月10日    | 南谷えり子   |
| 7月14日 - 7月17日   | 林望         |
| 7月21日 - 7月24日   | カナイヒロミ |
| 7月28日 - 7月31日   | 大川悠       |
| 8月4日 - 8月7日     | ピーコ       |
| 8月11日 - 8月14日   | 津嘉山正種   |
| 8月18日 - 8月21日   | 津嘉山正種   |
| 8月25日 - 8月28日   | 清水健司     |
| 9月1日 - 9月4日     | ピーコ       |
| 9月8日 - 9月11日    | 遠藤功       |
| 9月15日 - 9月18日   | 日向薫       |
| 9月22日 - 9月25日   | 稲本正       |
| 9月29日 -10月2日    | ピーコ       |
| 10月6日 - 10月9日   | 前川健一     |
| 10月13日 - 10月16日 | 麻生圭子     |
| 10月20日 - 10月23日 | 植島啓司     |
| 10月27日 - 10月30日 | 高見映       |
| 11月3日 - 11月6日   | ピーコ       |
| 11月10日 - 11月13日 | 秋山仁       |
| 11月17日 - 11月20日 | 大石静       |
| 11月25日 - 11月27日 | 秋元康       |
| 12月15日 - 12月18日 | ピーコ       |
| 12月22日 - 12月25日 | 津嘉山正種   |

| 期間              | 担当       |
| ----------------- | ---------- |
| 1月5日 - 1月8日   | ピーコ     |
| 1月12日 - 1月15日 | 竹中功     |
| 1月19日 - 1月22日 | 友永詔三   |
| 1月26日 - 1月29日 | 篠田学     |
| 2月2日 - 2月5日   | ピーコ     |
| 2月9日 - 2月12日  | 大谷亮介   |
| 2月16日 - 2月19日 | 朝吹美紀   |
| 2月23日 - 2月26日 | 小林節子   |
| 3月2日 - 3月5日   | ピーコ     |
| 3月9日 - 3月12日  | 結城モイラ |
| 3月16日 - 3月19日 | 飯塚律子   |
| 3月24日 - 3月26日 | 石川好     |
| 3月30日 - 4月2日  | 津嘉山正種 |

| 期間                         | 担当   |
| ---------------------------- | ------ |
| 1993年4月6日 - 1997年3月21日 | 好本恵 |

### ロックン・ナイト
| 期間                        | 担当     |
| --------------------------- | -------- |
| 1991年4月5日 - 1992年4月3日 | 小林克也 |

## 選曲
- 今泉洋
- 渋谷陽一
- 小倉エージ
- 大伴良則
- 天辰保文
- 津島健太
- 永富幸子

## スクリプト（五十音順）
- 麻生圭子
- 市川美知子
- 内山安雄
- 小沢章友
- 佐々木桔梗
- 高木達
- 滝沢ふじお
- 竹村淳
- 玉村豊男
- 出倉宏
- 戸井十月
- 永井美奈子
- 仲倉重郎
- 中山茎子
- 西尾忠久
- 藤井清美
- 藤公之介
- 葭原幸造
- 南川三治郎
- 宮下康仁
- 宮田慶子
- 向笠千恵子
- 虫明亜呂無
- やまだごらう

　他

## ナレーションコメント

### エンディング
レギュラー放送最終日である2001年3月29日放送分は、「クロスオーバーイレブンは今日で終わらせていただきます。長い間お聞きいただきまして、本当にありがとうございました」とのコメントがスクリプト・ナレーター（津嘉山）の紹介の前にあった。「クロスオーバーイレブン2016夏 老ボクサーの夢」では「スクリプトそしては語りは津嘉山正種でした。」。「クロスオーバーイレブン2018夏」では放送時間の繰り下げのため、「もうすぐ、時計の針は1時を回ろうとしています。」に変更している。

## テーマ曲

### レギュラー放送
| 期間                       | 曲名 |
| -------------------------- | --- |
| 1978年11月23日 - 1980年3月 | オープニング曲：「Vôo Sobre O Horizonte」（アジムス） エンディング曲：「Tarde」（アジムス）                                      |
| 1980年4月 - 1981年3月      | オープニング曲・エンディング曲：「Sky Love」（茂木由多加）                                                                       |
| 1981年4月 - 2001年3月29日  | オープニング曲：「Fly over the Horizon（Vôo Sobre O Horizonte）」（アジムス） エンディング曲：「October（Outubro）」（アジムス） |

### 第2部
| 期間                         | 曲名 |
| ---------------------------- | --- |
| 1988年4月5日 - 1991年3月     | オープニング曲：「ナイト・フライト」（ロイ・エアーズ） エンディング曲：「バック・イン・ラブ・アゲイン」（ジョン・クリッチンソン）     |
| 1991年4月2日 - 1993年4月2日  | オープニング曲：「ミッドナイト・アフター・ダーク」（ロイ・エアーズ） エンディング曲：「スタンリーズ・グルーヴ」（ジョージ・ハワード） |
| 1993年4月5日 - 1997年3月21日 | オープニング曲：「アフター・アワーズ」（ロニー・ジョーダン） エンディング曲：「ラウンド・ミッドナイト」（マイケル・ホワイト）         |

## 特別番組
・
| 期間                      | 放送時間（JST） | タイトル                                                                     | 備考 |
| ------------------------- | --------------- | ---------------------------------------------------------------------------- | --- |
| 1992年8月29日             |                 | FMリゾートクラブ・イン・沖縄 クロスオーバーイレブン・スペシャル              | ナレーターの津嘉山正種の出身地である沖縄から放送。 |
| 1996年12月23日 - 12月24日 | 23:10 - 1:00    | 特集・クロスオーバーイレブン                                                 | 「クリスマスプレゼント」として、第1夜は津嘉山正種、第2夜は松本梨香が担当。 |
| 2005年8月15日 - 8月19日   | 23:20 - 0:20    | よみがえる伝説〜クロスオーバーイレブン2005                                   | |
| 2009年8月3日 - 8月7日     | 23:00 - 0:00    | クロスオーバーイレブン2009                                                   | NHK-FMの放送開始40周年の記念番組として、再び放送された。前週の同時刻に2005年放送分もアンコール放送された。 |
| 2010年1月4日 - 1月8日     | 23:00 - 0:00    | クロスオーバーイレブン2010新春                                               | 同年8月9日から8月13日にアンコール放送された。 |
| 2010年8月16日 - 8月20日   | 23:00 - 24:00   | クロスオーバーイレブン2010夏                                                 | |
| 2011年1月3日 - 1月7日     | 23:00 - 24:00   | クロスオーバーイレブン2011新春                                               | 当特集番組公式サイトでは、新春及び夏季の特集が定例のものであることが示唆されていた。以降も正月を中心に特番として放送されている。 |
| 2011年8月15日 - 8月19日   | 23:00 - 24:00   | クロスオーバーイレブン2011夏 〜命（ぬち）どぅ宝・沖縄紀行〜                  | |
| 2012年1月2日 - 1月6日     | 23:00 - 24:00   | クロスオーバーイレブン･2012新春                                              | |
| 2012年8月20日 - 8月24日   | 23:00 - 24:00   | クロスオーバーイレブン2012夏                                                 | |
| 2013年1月2日 - 1月6日     | 23:00 - 24:00   | クロスオーバーイレブン2013新春                                               | |
| 2013年8月19日 - 8月23日   | 23:00 - 24:00   | クロスオーバーイレブン2013夏                                                 | |
| 2014年1月2日 - 1月6日     | 23:00 - 24:00   | クロスオーバーイレブン2014新春                                               | |
| 2014年8月11日 - 8月15日   | 23:00 - 24:00   | クロスオーバーイレブン2014夏                                                 | |
| 2015年1月2日 - 1月6日     | 23:00 - 24:00   | クロスオーバーイレブン2015新春                                               | |
| 2015年8月10日 - 8月14日   | 23:00 - 24:00   | クロスオーバーイレブン2015夏                                                 | |
| 2016年1月3日 - 1月7日     | 23:00 - 24:00   | クロスオーバーイレブン2016新春                                               | |
| 2016年8月8日 - 8月11日    | 23:00 - 24:00   | クロスオーバーイレブン2016夏 老ボクサーの夢                                  | スクリプトは津嘉山正種が担当。 |
| 2017年1月2日 - 1月6日     | 23:00 - 24:00   | クロスオーバーイレブン2017新春                                               | |
| 2017年8月7日 - 8月11日    | 23:00 - 24:00   | クロスオーバーイレブン2017夏 厄介半次郎 かわら版「怪力娘と雷光」             | |
| 2018年1月2日 - 1月5日     | 23:00 - 24:00   | クロスオーバーイレブン2018新春 「デトロイト！デトロイト！」（磯崎憲一郎 作） | |
| 2018年8月21日 - 8月25日   | 0:00 - 1:00     | クロスオーバーイレブン2018夏                                                 | 深夜0時からのスタートだった。 |
| 2019年1月2日 - 1月4日     | 23:00 - 24:00   | クロスオーバーイレブン2019新春                                               | |
| 2019年8月12日 - 8月16日   | 23:00 - 24:00   | クロスオーバーイレブン2019夏                                                 | スクリプト:北阪昌人(脚本家･作家) 第1話 再会の湖 第2話 額縁の家 第3話 最終搭乗案内 第4話 海辺の記憶 第5話 川の音 |
| 2020年1月1日 - 1月3日     | 23:00 - 24:00   | クロスオーバーイレブン2020新春 やっかい半次郎～雷光と神田小町(1)～(3)        | |
| 2020年8月10日 - 8月14日   | 23:00 - 24:00   | クロスオーバーイレブン名作選                                                 | 出演:津嘉山正種 8月10日(月)「モヤシ君・夢の球宴 ― 作:高木達 ― 2009.8.4」 8月11日(火)「謎のアナウンス ― 作:有栖川有栖 ― 2013.8.23」 8月12日(水)「不要なモノ ― 作:藤井青銅 ― 2015.8.12」 8/10-12, 選曲:小倉エージ 8月13日(水)「歩いて国境を越える ― 作:内山安雄 ― 2012.1.2」 8月14日(金)「大地に立つ者 ― 作:戸井十月 ― 2013.1.3」 8/13-14, 選曲:大伴良則 |
| 2020年12月28日 - 12月30日 | 23:00 - 24:00   | クロスオーバーイレブン名作選                                                 | 出演:津嘉山正種, 12月28日(月)「「遊民爺さん」第1話 ― 作:小沢章友 ― 2009.8.6」 12月29日(火)「「遊民爺さん」第2話 ― 作:小沢章友 ― 2009.8.7」 12月30日(水)「「海がある」― 作:長嶋 有 ― 2019.1.4」 12/28-29, 選曲:大伴良則, 12/30, 選曲:小倉エージ |

## CD化
この番組のコンセプトをそのままに、2005年3月24日にはCDとしてソニーミュージック・ジャパン・インターナショナルとビクターエンタテインメントの2社から発売された。

## 番組の現存状況
- 2024年1月15日にNHK番組発掘プロジェクトによると、『クロスオーバーイレブン』のレギュラー放送時代の音源が20本程度しか、NHKアーカイブスに保存していないことを公表している[26]。関係者やリスナーからエアチェックの音源を募集している。